# 宽萼佛肚苣苔
宽萼佛肚苣苔（学名：Oreocharis latisepala），为苦苣苔科马铃苣苔属下的一个种。